# Depotfund von Loshult

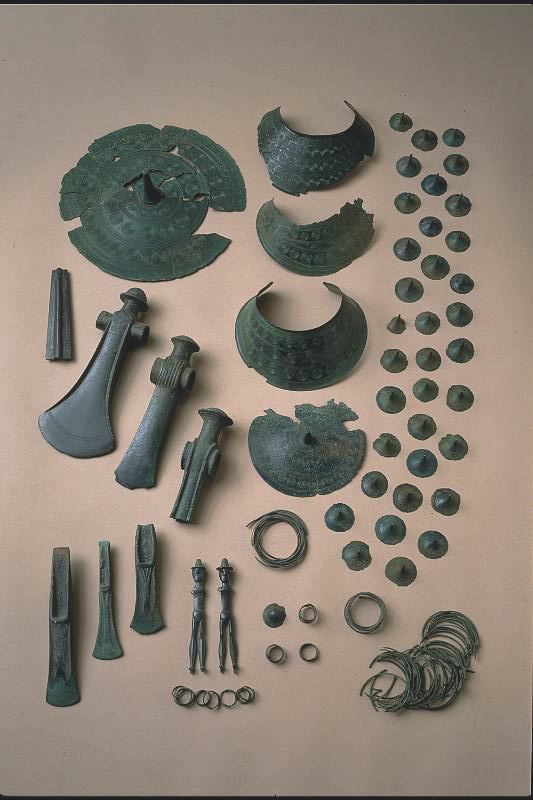
Depotfund

Der 1889 gefundene Depotfund von Loshult (auch Stockhult) stammt aus Loshult, das im Norden von Schonen nahe der Grenze zu Kronobergs Län in Småland in Schweden liegt. Die Objekte sind unter der Nr. SHM 11217 im Stockholmer Historischen Museum ausgestellt. Sie stammen aus der Periode 2 der Bronzezeit (1500–1300 v. Chr.)
Der Depotfund besteht aus 35 Tutuli, sechs Äxten bzw. Beilen, drei Bronzehalskragen (zwei vom Typ Stockhult), zwei Gürtelplatten (dänisch Bælteplade), zwei menschlichen Figuren, einer Speerspitze, einem Bronzebeschlag und einigen Arm- und Fingerringen.

Details
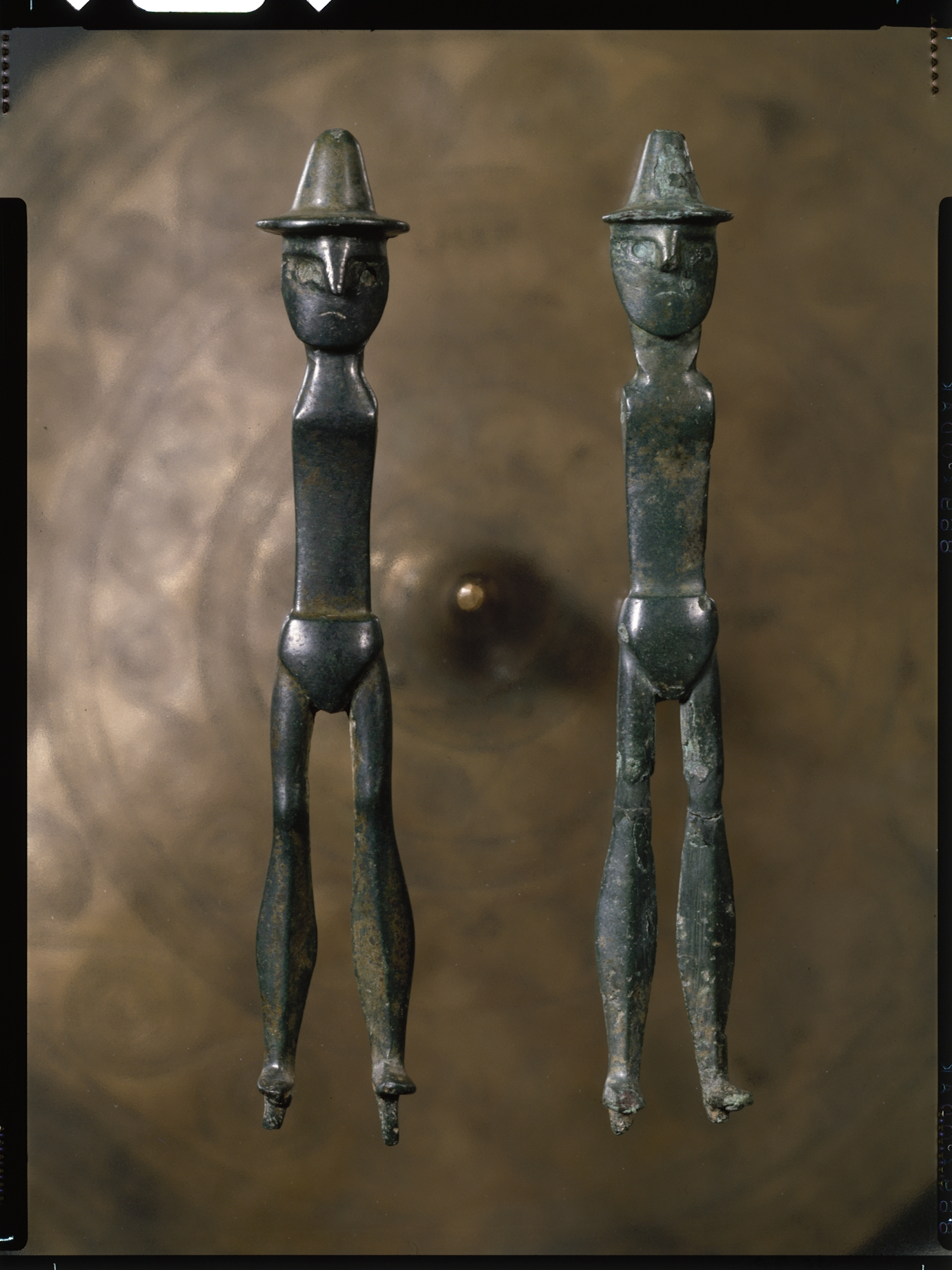
Figuren
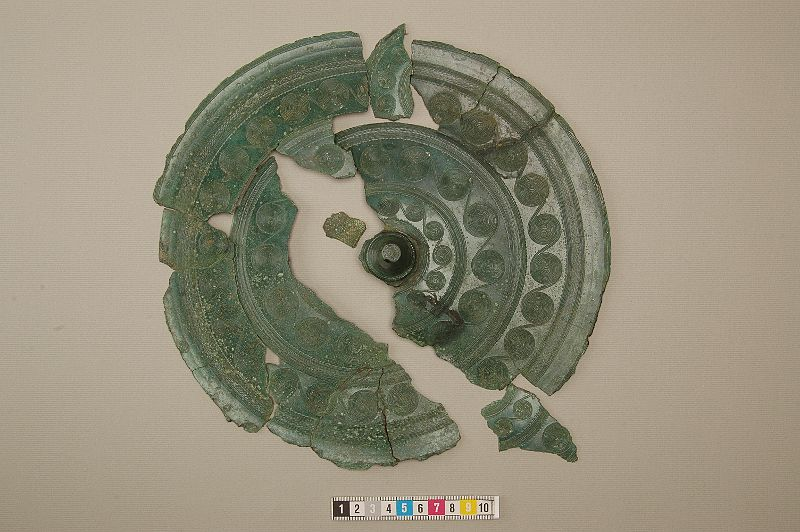
Gürtelplatte
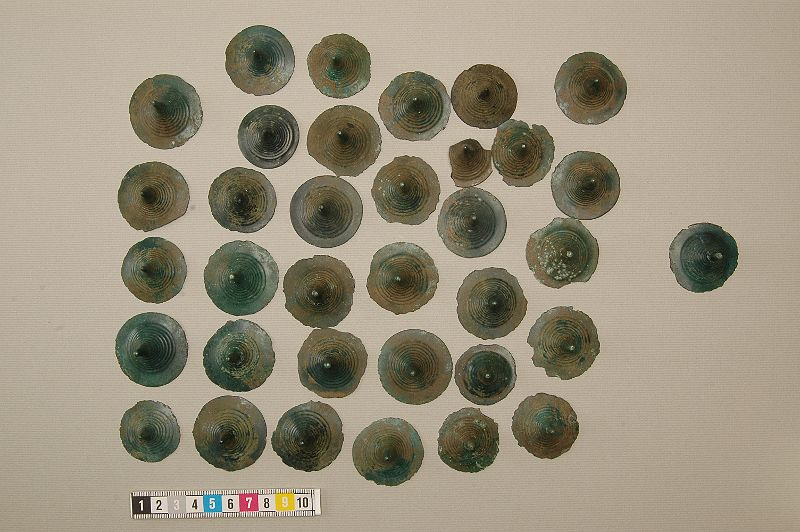
Tutili
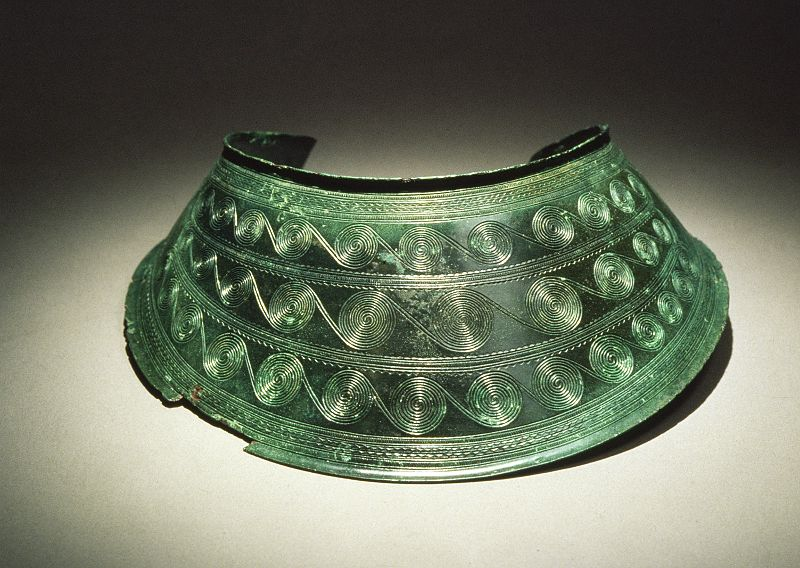
Bronzehalskragen